# Obereopsis subterrubra
Obereopsis subterrubra là một loài bọ cánh cứng trong họ Cerambycidae.